# Quarterback titolari dei New England Patriots
Questi quarterback sono partiti come titolari per i New England Patriots della National Football League. Sono inseriti in ordine di data a partire dalla prima partenza come titolari nei Patriots.

## Quarterback titolari

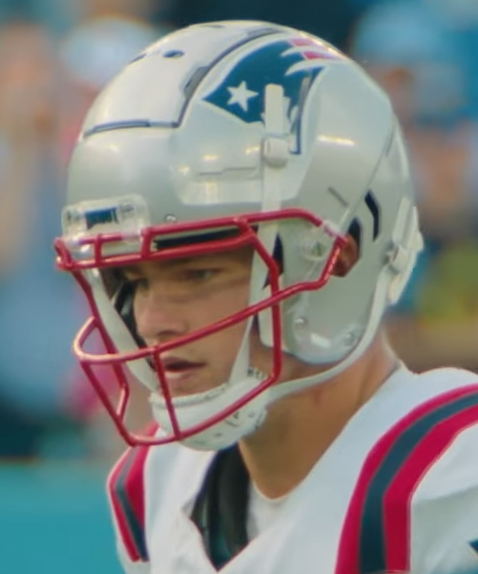
Drake Maye, 2024-presente

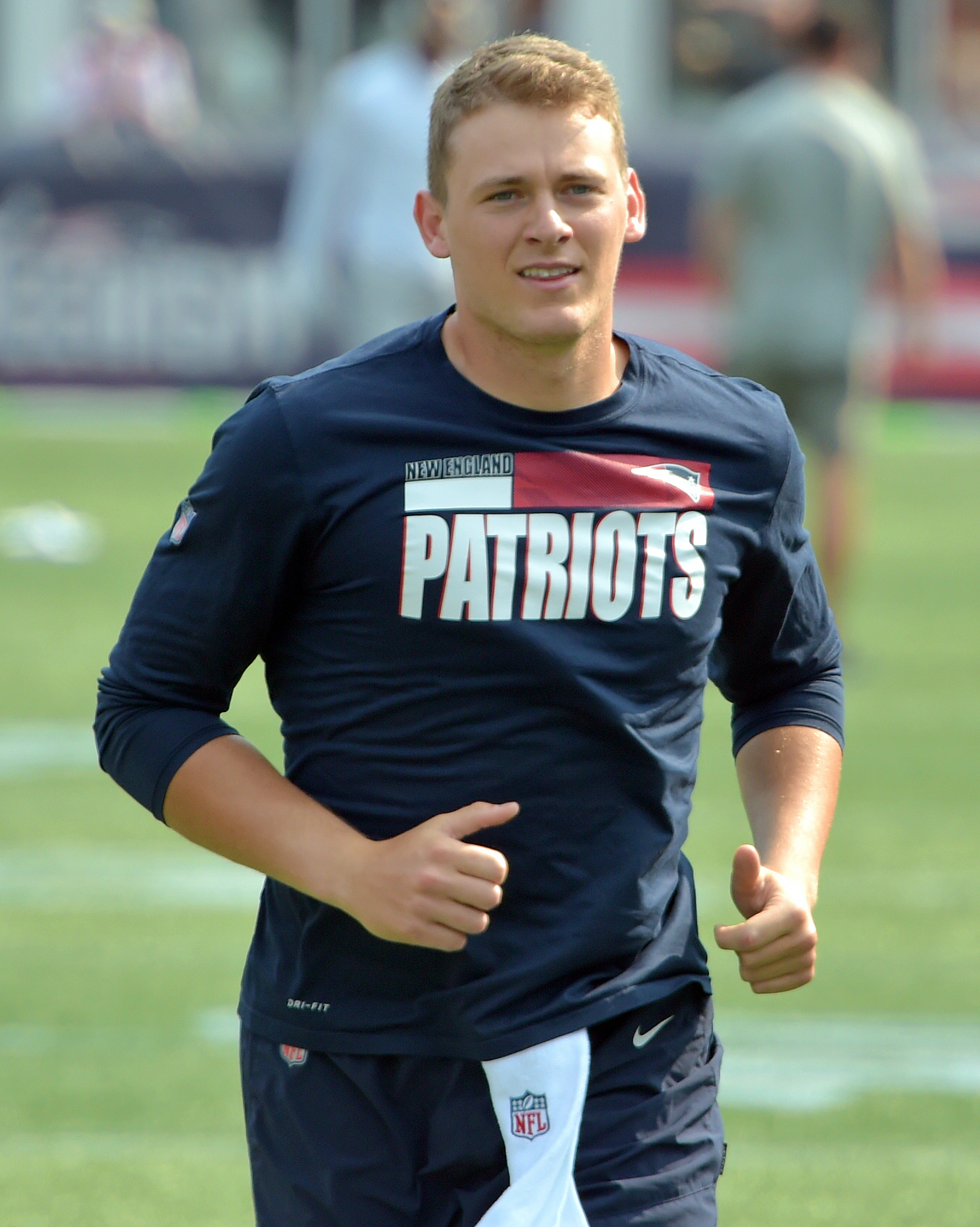
Mac Jones, 2021-2022

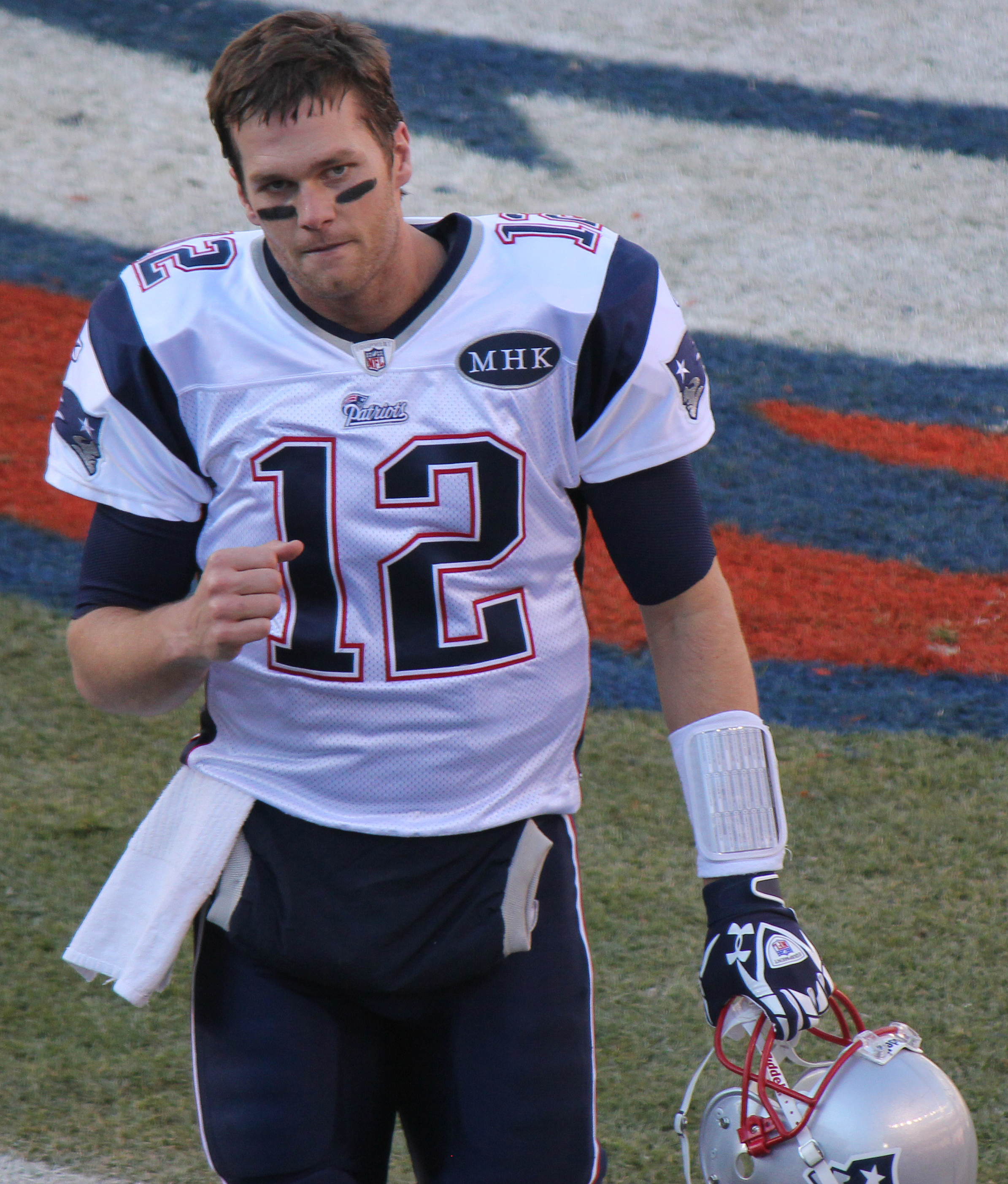
Tom Brady, 2001-2019

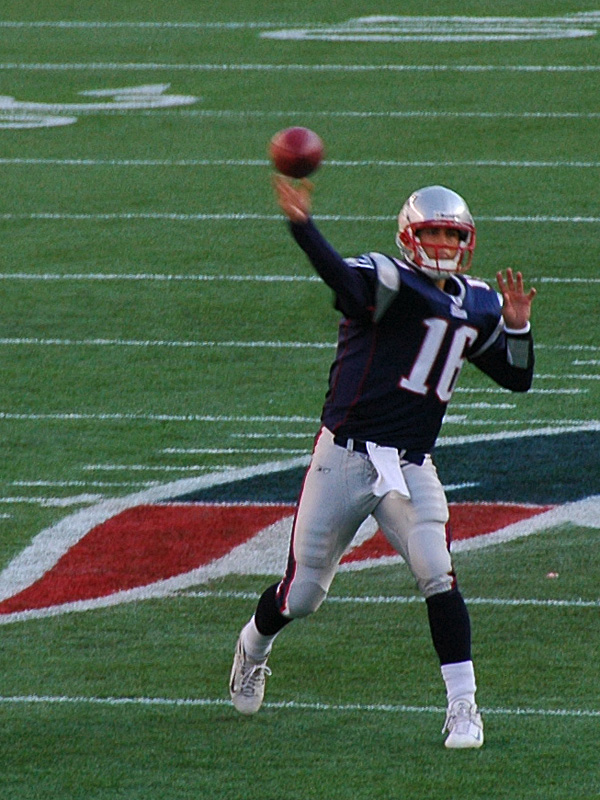
Matt Cassel, 2008

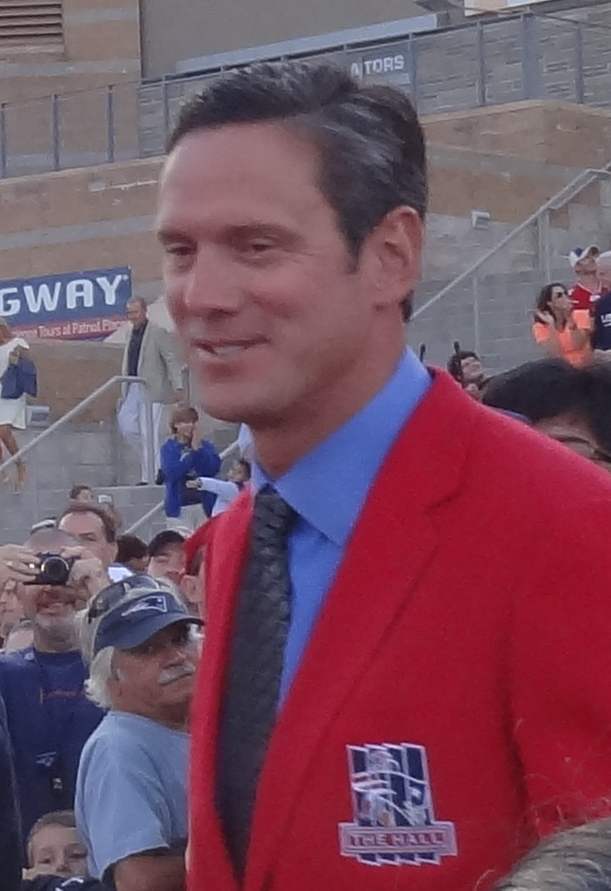
Drew Bledsoe, 1993-2001

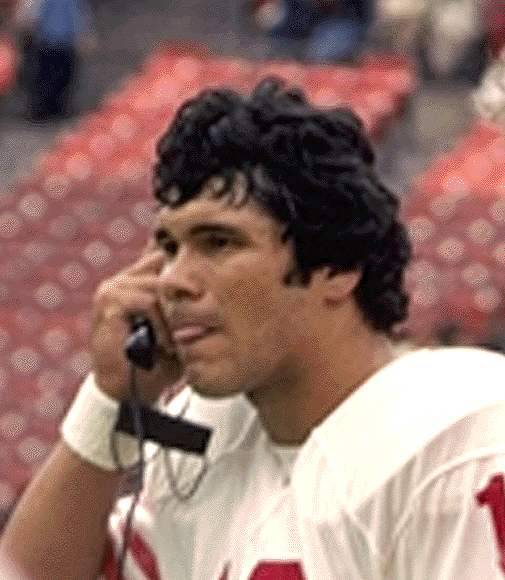
Jim Plunkett, 1971-1975

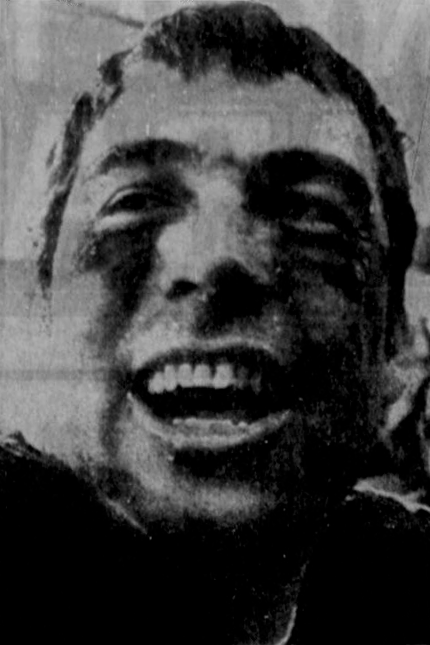
Joe Kapp, 1970

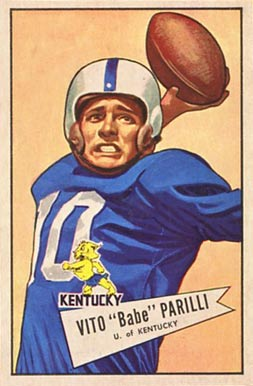
Babe Parilli, 1961-1967

Lista di tutti i quarterback titolari dei New England Patriots. Il numero tra parentesi indica il numero di gare da titolare giocate nella stagione:

### Stagione regolare
| Quarterback titolari dei New England Patriots |                                                                                       |        |
| Stagione                                      | Quarterback                                                                           | Note   |
| 2022                                          | Mac Jones (3)                                                                         | [ 1 ]  |
| 2021                                          | Mac Jones (17)                                                                        | [ 2 ]  |
| 2020                                          | Cam Newton (15) / Brian Hoyer (1)                                                     | [ 3 ]  |
| 2019                                          | Tom Brady (16)                                                                        | [ 4 ]  |
| 2018                                          | Tom Brady (16)                                                                        | [ 5 ]  |
| 2017                                          | Tom Brady (16)                                                                        | [ 6 ]  |
| 2016                                          | Tom Brady (12) / Jacoby Brissett (2) / Jimmy Garoppolo (2)                            | [ 7 ]  |
| 2015                                          | Tom Brady (16)                                                                        | [ 8 ]  |
| 2014                                          | Tom Brady (16)                                                                        | [ 9 ]  |
| 2013                                          | Tom Brady (16)                                                                        | [ 10 ] |
| 2012                                          | Tom Brady (16)                                                                        | [ 11 ] |
| 2011                                          | Tom Brady (16)                                                                        | [ 12 ] |
| 2010                                          | Tom Brady (16)                                                                        | [ 13 ] |
| 2009                                          | Tom Brady (16)                                                                        | [ 14 ] |
| 2008                                          | Matt Cassel (15) / Tom Brady (1)                                                      | [ 15 ] |
| 2007                                          | Tom Brady (16)                                                                        | [ 16 ] |
| 2006                                          | Tom Brady (16)                                                                        | [ 17 ] |
| 2005                                          | Tom Brady (16)                                                                        | [ 18 ] |
| 2004                                          | Tom Brady (16)                                                                        | [ 19 ] |
| 2003                                          | Tom Brady (16)                                                                        | [ 20 ] |
| 2002                                          | Tom Brady (16)                                                                        | [ 21 ] |
| 2001                                          | Tom Brady (14) / Drew Bledsoe (2)                                                     | [ 22 ] |
| 2000                                          | Drew Bledsoe (16)                                                                     | [ 23 ] |
| 1999                                          | Drew Bledsoe (16)                                                                     | [ 24 ] |
| 1998                                          | Drew Bledsoe (14) / Scott Zolak (2)                                                   | [ 25 ] |
| 1997                                          | Drew Bledsoe (16)                                                                     | [ 26 ] |
| 1996                                          | Drew Bledsoe (16)                                                                     | [ 27 ] |
| 1995                                          | Drew Bledsoe (15) / Scott Zolak (1)                                                   | [ 28 ] |
| 1994                                          | Drew Bledsoe (16)                                                                     | [ 29 ] |
| 1993                                          | Drew Bledsoe (12) / Scott Secules (4)                                                 | [ 30 ] |
| 1992                                          | Hugh Millen (7) / Scott Zolak (4) / Tom Hodson (3) / Jeff Carlson (2)                 | [ 31 ] |
| 1991                                          | Hugh Millen (13) / Tom Hodson (3)                                                     | [ 32 ] |
| 1990                                          | Marc Wilson (6) / Tom Hodson (4) / Steve Grogan (4)                                   | [ 33 ] |
| 1989                                          | Steve Grogan (6) / Marc Wilson (4) / Tony Eason (3) / Doug Flutie (3)                 | [ 34 ] |
| 1988                                          | Doug Flutie (9) / Steve Grogan (4) / Tony Eason (2) / Tom Ramsey (1)                  | [ 35 ] |
| 1987                                          | Steve Grogan (6) / Tom Ramsey (3) / Tony Eason (3) / Bob Bleier (2) / Doug Flutie (1) | [ 36 ] |
| 1986                                          | Tony Eason (14) / Steve Grogan (2)                                                    | [ 37 ] |
| 1985                                          | Tony Eason (10) / Steve Grogan (6)                                                    | [ 38 ] |
| 1984                                          | Tony Eason (13) / Steve Grogan (3)                                                    | [ 39 ] |
| 1983                                          | Steve Grogan (12) / Tony Eason (4)                                                    | [ 40 ] |
| 1982                                          | Steve Grogan (6) / Matt Cavanaugh (3)                                                 | [ 41 ] |
| 1981                                          | Matt Cavanaugh (8) / Steve Grogan (7) / Tom Owen (1)                                  | [ 42 ] |
| 1980                                          | Steve Grogan (12) / Matt Cavanaugh (4)                                                | [ 43 ] |
| 1979                                          | Steve Grogan (16)                                                                     | [ 44 ] |
| 1978                                          | Steve Grogan (16)                                                                     | [ 45 ] |
| 1977                                          | Steve Grogan (14)                                                                     | [ 46 ] |
| 1976                                          | Steve Grogan (14)                                                                     | [ 47 ] |
| 1975                                          | Steve Grogan (7) / Jim Plunkett (4) / Neil Graff (2)                                  | [ 48 ] |
| 1974                                          | Jim Plunkett (14)                                                                     | [ 49 ] |
| 1973                                          | Jim Plunkett (14)                                                                     | [ 50 ] |
| 1972                                          | Jim Plunkett (14)                                                                     | [ 51 ] |
| 1971                                          | Jim Plunkett (14)                                                                     | [ 52 ] |
| 1970                                          | Joe Kapp (10) / Mike Taliaferro (4)                                                   | [ 53 ] |
| 1969                                          | Mike Taliaferro (14)                                                                  | [ 54 ] |
| 1968                                          | Mike Taliaferro (7) / Tom Sherman (7)                                                 | [ 55 ] |
| 1967                                          | Babe Parilli (11) / Don Trull (3)                                                     | [ 56 ] |
| 1966                                          | Babe Parilli (14)                                                                     | [ 57 ] |
| 1965                                          | Babe Parilli (13) / Eddie Wilson (1)                                                  | [ 58 ] |
| 1964                                          | Babe Parilli (14)                                                                     | [ 59 ] |
| 1963                                          | Babe Parilli (14)                                                                     | [ 60 ] |
| 1962                                          | Babe Parilli (10) / Tom Yewcic (4)                                                    | [ 61 ] |
| 1961                                          | Babe Parilli (8) / Butch Songin (6)                                                   | [ 62 ] |
| 1960                                          | Butch Songin (12) / Tom Greene (2)                                                    | [ 63 ] |